# Charles Simon Favart

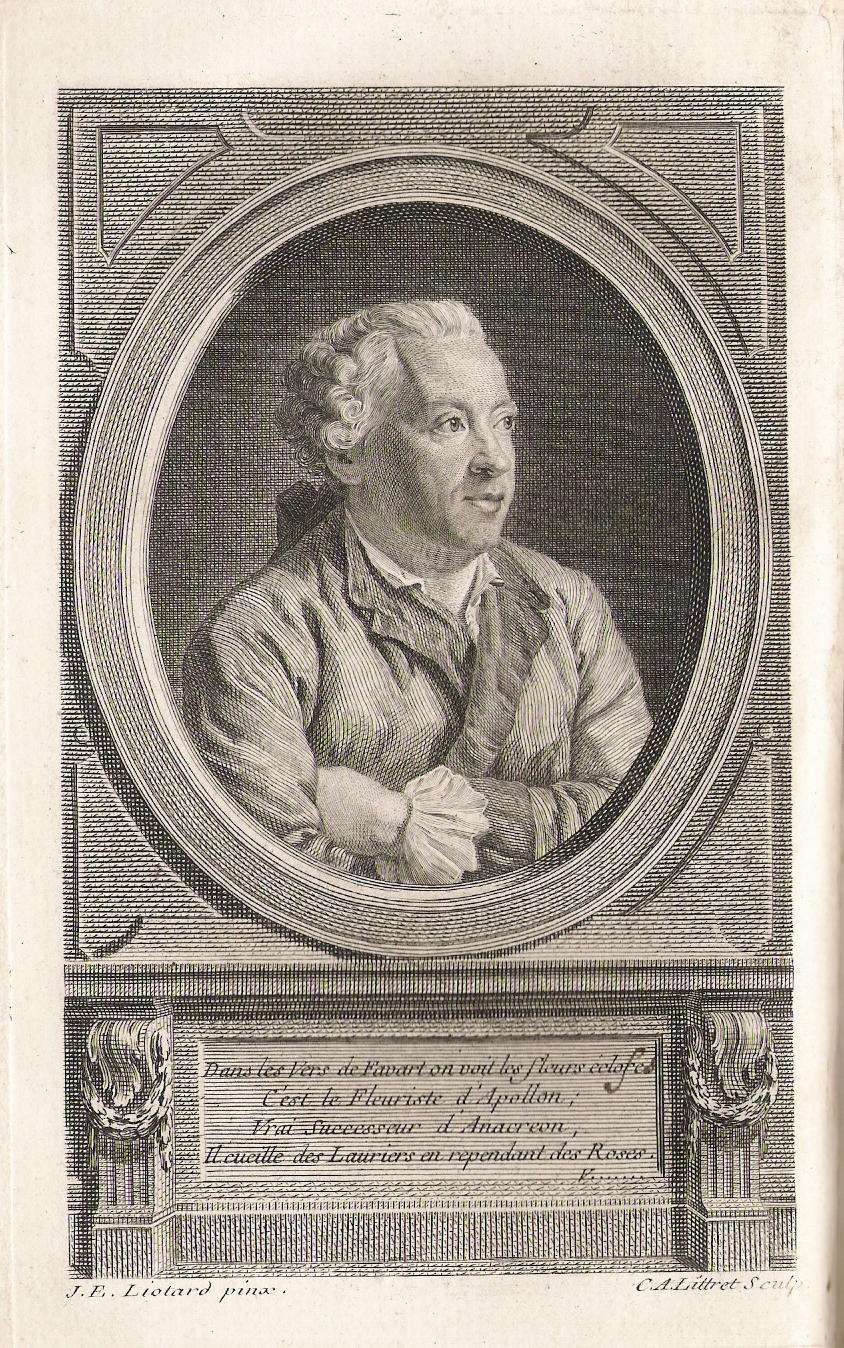
Ritratto di Charles Simon Favart

Charles Simon Favart (Parigi, 13 novembre 1710 – Parigi, 12 maggio 1792) è stato un compositore e poeta francese.

## Biografia

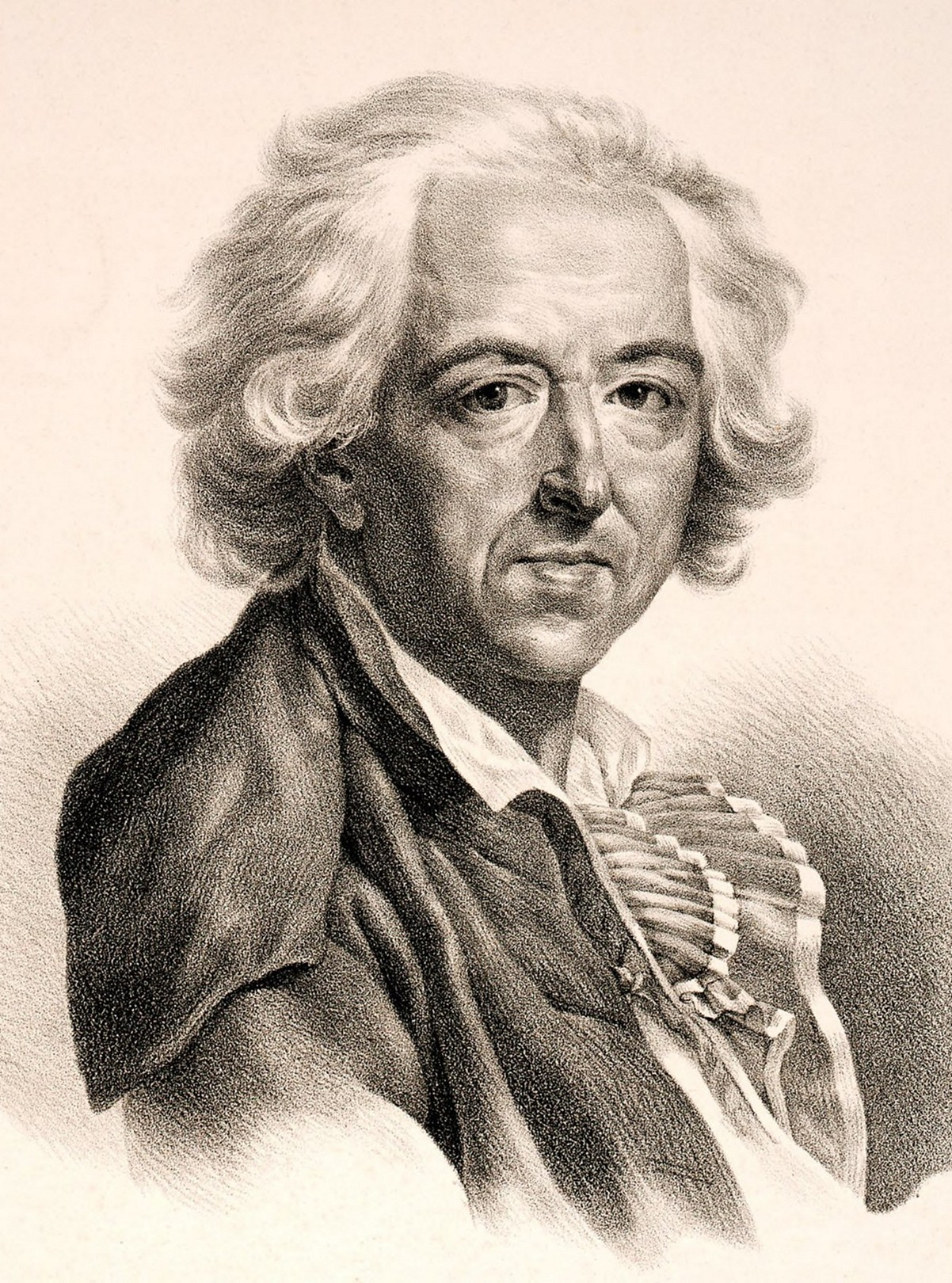
Charles-Simon Favart

Nacque a Parigi, figlio di un pasticcere, invece la madre aveva origini contadine e proveniva da Goussainville, fu educato al College Louis-le-Grand, e alla morte del padre si dedicò agli affari e all'opera buffa.
Il suo primo successo letterario fu La France delivrée par la Pucelle d'Orléans, un poema incentrato sulla figura di Giovanna d'Arco, premiato dalla critica accademica. Dopo la produzione del suo primo vaudeville, intitolato Les Deux Jumelles (1734), decise di dedicarsi al dramma e alle opere comiche.
La Chercheuse d'esprit (1741), un vero capolavoro del genere, ha goduto di un trionfo con oltre duecento rappresentazioni e lo ha reso famoso. Favart eccelse anche nella parodia:  Moulinet Ier (parodia di Mahomet II de La Noue) è stato rappresentato dal 1739 alla fiera Saint-Germain; Arlequin-Daradanus (1740, Comédie-Italienne) fu una parodia dell'opera di Rameau Dardanus, creata l'anno prima.
Sposò nel 1745 Maria Giustina Duronceray, poi Justine Favart, che fu attrice e cantante creatrice delle parti di ingenua nelle operette.
Favart diresse il teatro La Monnaie di Bruxelles, dal 1746 al 1748, e successivamente tornò a Parigi dove ottenne un buon successo. Favart compose per il Théâtre-Italien una serie di opere comiche come Annette e Lubin (1743), Bastien e Bastienne (1757), Ninette à la Cour (1753), Les Trois Sultanes (1761), La Fée Urgèle, L'Anglais de Bordeaux (1763); molte di queste opere sono state scritte con l'abate di Voisenon.
Nel 1757 è diventato co-direttore dell'Opéra-comique, che fu restaurata cinque anni prima. In quegli anni, Favart lavorò sia per l'Opera-Comique sia per la Comédie Italienne. Durante il 1750, fu in contatto con Gluck, che era attivo a Vienna.
Per venire incontro alla sua ricca produzione, venne fondata la Salle Favart.
Una antologia delle sue opere fu pubblicata, dalla Salle Favart, con il titolo Théatre de M.Favart, 1763-1777.

## Opere principali
- 1732: Polichinelle comte de Paonfier;
- 1734: Les Deux Jumelles;
- 1735: La Foire de Bezons;
- 1738: Le Bal bourgeois;
- 1739: Moulinet premier, parodia;
- 1740: La Servante justifiée;
- 1741: La Chercheuse d'esprit, opera-comica
- 1741: La Fête de Saint-Cloud;
- 1742: Le Prix de Cyhtère, opera comica;
- 1742: Hippolyte et Aricie, parodia;
- 1743: Le Coq de village, opera comica ripresa da Achille d'Artois e musicata da Charles-Frédéric Kreubé, 1822;
- 1744: Acajou, opera comica;
- 1744: Le Bal de Strasbourg, balletto;
- 1745: Les Vendanges de Tempé;
- 1747: Les Nymphes de Diane;
- 1747: Les Amours grivois;
- 1748: Cythère assiégée;
- 1750: Zéphire et Fleurette;
- 1751: Les Indes dansantes, parodia di Indes galantes;
- 1753: Raton et Rosette;
- 1753: Les Amours de Bastien et Bastienne, parodia di Devin du village;
- 1755: La Servante maîtresse, parodia di La serva padrona di Giovanni Battista Pergolesi;
- 1755: Ninette à la cour, opera comica;
- 1761: Les Trois Sultanes ou Soliman Second;
- 1762: Annette et Lubin, opera comica;
- 1763: L'Anglais à Bordeaux;
- 1765: La Fée Urgèle ou Ce qui plaît aux dames, opera-comica;
- 1769: La Rosière de Salency, opera comica;
- 1773: La Belle Arsène, opera comica;

- 1808: Favart ci ha anche lasciato lo scritto Mémoires, pubblicato da suo nipote.